# Эрмитов оператор
В математике оператор {\displaystyle A} в комплексном или действительном гильбертовом пространстве {\displaystyle {\mathfrak {H}}} называется эрмитовым, симметрическим, если он удовлетворяет равенству {\displaystyle (Ax,y)=(x,Ay)} для всех {\displaystyle x,y} из области определения {\displaystyle A}. Здесь и далее полагается, что {\displaystyle (x,y)} — скалярное произведение в {\displaystyle {\mathfrak {H}}}. Название дано в честь французского математика Шарля Эрмита.
Оператор в {\displaystyle {\mathfrak {H}}} называется самосопряжённым, или гипермаксимальным эрмитовым, если он совпадает со своим сопряжённым.
Самосопряжённый оператор является симметрическим; обратное, вообще говоря, не верно.
Для непрерывных операторов, определённых на всём пространстве, понятия симметрический и самосопряжённый совпадают.

## Свойства
1. Спектр (множество собственных чисел) самосопряжённого оператора является вещественным.
Для всякого собственного значения {\displaystyle \lambda } по определению верно {\displaystyle A\left(x\right)=\lambda x}. Следовательно, по определению самосопряжённого преобразования равны следующие выражения:
{\displaystyle \left({A\left(x\right),x}\right)=\left({\lambda x,x}\right)=\lambda \left({x,x}\right)}
и
{\displaystyle \left({x,A\left(x\right)}\right)=\left({x,\lambda x}\right)={\overline {\lambda }}\left({x,x}\right)},
откуда {\displaystyle \lambda ={\overline {\lambda }}} — число {\displaystyle \lambda } вещественное.
2. В унитарных конечномерных пространствах матрица самосопряжённого оператора является эрмитовой. (В частности, в евклидовом пространстве матрица самосопряжённого оператора является симметрической.)
В унитарном пространстве скалярное произведение определяется как {\displaystyle \left({x,y}\right)=\xi ^{T}{\overline {\eta }}}, где {\displaystyle \xi } и {\displaystyle \eta } - координатные столбцы векторов {\displaystyle x} и {\displaystyle y} соответственно. Отсюда по определению самосопряжённого оператора равны выражения
{\displaystyle \left({A\left(x\right),y}\right)=\left({A\xi }\right)^{T}{\overline {\eta }}=\xi ^{T}A^{T}{\overline {\eta }}}
и
{\displaystyle \left({x,A\left(y\right)}\right)=\xi ^{T}{\overline {A\eta }}=\xi ^{T}{\overline {A}}{\overline {\eta }}}
Следовательно, {\displaystyle A^{T}={\overline {A}}}, что и есть определение эрмитовой матрицы.
3. У эрмитовой матрицы всегда существует ортонормированный базис из собственных векторов — собственные векторы, соответствующие различным собственным значениям, ортогональны.
Лемма 1. Собственные подпространства самосопряжённого преобразования попарно ортогональны.
Доказательство леммы 1: Имеются два различных собственных значения {\displaystyle \lambda } и {\displaystyle \mu }. Соответственно для векторов {\displaystyle x} и {\displaystyle y} из соответствующих им собственных подпространств выполняется {\displaystyle A\left(x\right)=\lambda x} и {\displaystyle A\left(y\right)=\mu y}. Отсюда {\displaystyle \left({A\left(x\right),y}\right)=\left({\lambda x,y}\right)=\lambda \left({x,y}\right)} равно {\displaystyle \left({x,A\left(y\right)}\right)=\left({x,\mu y}\right)={\overline {\mu }}\left({x,y}\right)}. Но собственные значения самосопряжённого преобразования вещественны, можно из последнего выражения вынести {\displaystyle \left({x,A\left(y\right)}\right)=\mu \left({x,y}\right)}. Таким образом, по определению самосопряжённого преобразования можно получить {\displaystyle \left({\lambda -\mu }\right)\left({x,y}\right)=0}, откуда при различности собственных значений {\displaystyle \lambda \neq \mu } ясно, что {\displaystyle \left({x,y}\right)=0}, что и требовалось доказать.
Лемма 2. Если подпространство {\displaystyle E'} инвариантно относительно самосопряжённого преобразования {\displaystyle A}, то ортогональное дополнение этого подпространства также инвариантно относительно {\displaystyle A}.
Доказательство леммы 2: Известно, что образ любого вектора {\displaystyle x}, принадлежащего подпространству {\displaystyle E'}, лежит в нём. Следовательно, для любого вектора {\displaystyle y\in \left({E'}\right)^{\bot }} выполняется {\displaystyle \left({A\left(x\right),y}\right)=0}. Так как преобразование {\displaystyle A} самосопряжённое, то отсюда следует, что {\displaystyle \left({x,A\left(y\right)}\right)=0}, то есть образ любого вектора {\displaystyle y} из {\displaystyle \left({E'}\right)^{\bot }} принадлежит {\displaystyle \left({E'}\right)^{\bot }}, что и означает, что подпространство {\displaystyle \left({E'}\right)^{\bot }} инвариантно относительно преобразования A, что и требовалось доказать.
Доказательство свойства 3:
Для оператора R в n-мерном пространстве существует по крайней мере одно собственное значение{\displaystyle \lambda _{1}}. По свойству 1 это собственное значение вещественно. Можно найти отвечающий ему собственный вектор е1. Без ограничения общности можно считать, что {\displaystyle |e_{1}|=1}. Если n=1, то доказательство завершено.
Рассмотрим Е1 - линейную оболочку элемента е1, являющуюся одномерным инвариантным собственным подпространством R. Пусть Еn-1 - ортогональное дополнение к Е1 . Тогда по лемме 2 Еn-1  инвариантно относительно рассматриваемого оператора. Рассмотрим его теперь как R', как действующий только в Еn-1 . Тогда очевидно, что он будет самосопряженным оператором, заданным в Еn-1  , поскольку Еn-1   инвариантно относительно R по лемме 2 и, кроме того, для {\displaystyle \forall }х,у {\displaystyle \in } Еn  : (Rx,y) = (x,Ry), в том числе и для {\displaystyle \forall }х,у {\displaystyle \in } Еn-1.
Применяя изложенные выше рассуждения, найдем новое собственное значение {\displaystyle \lambda _{2}}  и соответствующий ему собственный вектор {\displaystyle e_{2}}  . Без ограничения общности можно считать, что {\displaystyle |e_{2}|=1}. При этом {\displaystyle \lambda _{2}}  может случайно совпасть с {\displaystyle \lambda _{1}}  , однако, из построения ясно, что {\displaystyle (e_{1},e_{2})=0}. Если п=2, то доказательство завершено. Иначе рассмотрим Е - линейную оболочку {\displaystyle {(e_{1},e_{2})}}   и её ортогональное дополнение Еn-2. Найдём новое собственное значение {\displaystyle \lambda _{3}}   и соответствующий ему собственный вектор {\displaystyle e_{3}}   и т.д.
Аналогичные рассуждения проводим до исчерпания Еn .
Доказательство завершено.
4. Для эрмитова оператора А определитель det ||A|| его матрицы равен произведению собственных значений.

## Матрицы
Матрицей, эрмитово сопряжённой к данной, называют матрицу {\displaystyle A^{\dagger },} получаемую из исходной матрицы {\displaystyle A} путём её транспонирования и перехода к комплексно сопряжённой, то есть {\displaystyle (A^{\dagger })_{ij}=A_{ji}^{*}}. Это естественное определение: если записать линейное отображение и эрмитово сопряжённый ему оператор в любом базисе в виде матриц, то их матрицы будут эрмитово сопряжёнными. Матрицу, равную своему эрмитовому сопряжению, называют эрмитовой, или самосопряжённой: для неё {\displaystyle A^{\dagger }=A}.

## Применение
Эрмитовы операторы играют важную роль в квантовой механике, где с их помощью представляют наблюдаемые физические величины, см. Принцип неопределённости Гейзенберга.